# Francisco Merino
Francisco Merino, también conocido como Paco Merino (Madrid, 11 de septiembre de 1931 - 9 de octubre de 2022), fue un actor español.

## Biografía
Estudió en la Escuela de Arte Dramático de Madrid. Desarrolló una prolífica carrera teatral, en la que destacan obras como Réquiem por un girasol, Nuestra Natacha, La truhana, Luces de bohemia, Los últimos días de Emmanuel Kant.
A lo largo de cinco décadas compaginó su labor teatral con numerosas apariciones tanto en cine como en televisión.

## Teatro
- Mermelada de ciruelas (1960), de Manuel Gallego Morell.
- Un hombre duerme (1960), de Rodríguez Buded.
- El concierto de San Ovidio (1962), de Antonio Buero Vallejo.
- Las viejas difíciles (1966), de Carlos Muñiz.
- Fortunata y Jacinta (1969), de Benito Pérez Galdós.
- El llanto de Ulises (1975), de Germán Ubillos.
- La detonación (1977), de Antonio Buero Vallejo.
- Los gigantes de la montaña (1977), de Luigi Pirandello.
- La paz (1977), de Aristófanes.
- Orestes (1977), de Eurípides.
- La Saturna (1980), de Domingo Miras.
- Dorotea Fenix (1980), de Manuel Criado de Val.
- La dama de Alejandría (1980), de Calderón de la Barca
- La salvaje (1982), de Jean Anouilh.
- Don Juan Tenorio (1982), de José Zorrilla.
- Pluto o la comedia de los pobres ricos (1983), de Aristófanes.
- Luces de bohemia (1984), de Valle-Inclán.
- Calderón (1988), de Pasolini.
- Morirás de otra cosa (1992), de Manuel Gutiérrez Aragón.
- La truhana (1992), de Antonio Gala.
- Espectros (1993), de Ibsen.
- Diálogos de fugitivos (1994), de Bertolt Brecht.
- Kvetch (1995/96), de Steven Berkoff.
- La profesión de la señora Warren (1997), de Bernard Shaw.
- Romeo y Julieta (1999/2000), de William Shakespeare.
- Trampa para un hombre solo (2002), de Robert Thomas.
- El olvido está lleno de memoria (2003), de Jerónimo López Mozo.
- El castigo sin venganza (2005), de Lope de Vega.
- Don Duardos (2006), de Vicente Gil.
- El curioso impertinente (2008), de Guillem de Castro.

## Filmografía
- El Capitán Trueno y el Santo Grial (2011)
- Un franco, 14 pesetas (2006)
- Tiovivo c. 1950 (2004)
- El caballero don Quijote (2002)
- Primer y último amor (2002)
- Maestros (2000)
- Una pareja perfecta (1998)
- Cosas que dejé en La Habana (1997)
- Nadie como tú (1997)
- La ley de la frontera (1995)
- Hermana, pero ¿qué has hecho? (1995)
- Una chica entre un millón (1994)
- Todos a la cárcel (1993)
- El laberinto griego (1993)
- Amor en off (1992)
- Cómo levantar 1000 kilos (1991)
- Hay que zurrar a los pobres (1991)
- Bajarse al moro (1989)
- Malaventura (1988)
- El Dorado (1988)
- Viento de cólera (1988)
- Divinas palabras (1987)
- Redondela (1987)
- Delirios de amor (1986)
- La mitad del cielo (1986)
- Crimen en familia (1985)
- El Sur (1983)
- El mercenario II (1983)
- Demonios en el jardín (1982)
- Maravillas (1981)
- El hombre de moda (1980), de Fernando Méndez-Leite
- Gary Cooper, que estás en los cielos (1980)
- El crimen de Cuenca (1980)
- El hombre que supo amar (1978)
- Perro de alambre (1978)
- Gusanos de seda (1976)
- La espada negra (1976)
- La petición (1976)
- Más allá del deseo (1976)
- La casa grande (1975)
- Solo ante el Streaking (1975)
- Simone e Matteo: Un gioco da ragazzi (1975)
- Juan y Junior... en un mundo diferente (1970)
- Esa mujer (1969)
- El hueso (1968)
- I maniaci (1964)
- La función (1964)
- Sonría, por favor (1964)
- Gli imbroglioni (1963)
- Siempre en mi recuerdo (1962)
- Los que no fuimos a la guerra (1962)

## Televisión
- Bienvenidos al Lolita (2014)
- El Rey (2014)
- Aída  (2011)
- Águila Roja (2010)
- Pelotas (2009)
- Martes de Carnaval
  - La hija del capitán (5 de mayo de 2008)
  - Las galas del difunto (8 de julio de 2008)
- El internado
  - Los monstruos no hacen cosquillas (24 de mayo de 2007)
  - Todo el mundo tiene un secreto (31 de mayo de 2007)
  - El polo norte (2 de enero de 2008)
  - 8 milímetros (30 de abril de 2008)
- Al filo de la ley
  - Fantasmas del pasado (30 de junio de 2005)
- Los Serrano
  - Yo confieso (18 de marzo de 2004)
  - Los puentes de Burundi (1 de abril de 2004)
  - El uso del matrimonio (21 de abril de 2004)
- El comisario
  - Nadie les invitó (10 de marzo de 2004)
- 7 vidas
  - 25 de enero de 2004
- La sopa boba (2004)
- Cuéntame cómo pasó (2001-2015)
- Paraíso
  - Amor, celos y algunas cosas más (12 de septiembre de 2001)
- Una de dos
  - 8 de octubre de 1998
- Calle nueva (1997-1998)
- La banda de Pérez
  - Tus amigos no te olvidan (1997)
- La Regenta (1995)
- Hermanos de leche
  - Volver a vivir (8 de marzo de 1995)
- ¡Ay, Señor, Señor!
  - Todos a una (1 de enero de 1995)
- Compuesta y sin novio (1994)
- Colegio Mayor
  - Nadie es perfecto (1 de enero de 1994)
  - La boda (1 de enero de 1996)
- Canguros 
  - Números rojos (1 de enero de 1994)
- Farmacia de guardia
- Obispo leproso, El (1990)
- Eva y Adán, agencia matrimonial
  - ¿Cuento contigo, socio? (23 de septiembre de 1990)
  - Cáscara amarga (21 de octubre de 1990)
- El mundo de Juan Lobón (1989)
- Página de sucesos
  - Cuatreros (1 de noviembre de 1985)
- La máscara negra
  - El entierro del Conde de Orgaz (7 de mayo de 1982)
- Teatro breve
  - El anuncio (12 de abril de 1981)
- Los episodios (1979)
- Escrito en América
  - Rosaura a las diez (1 de julio de 1979)
- Los libros
  - Este lado del mar (30 de noviembre de 1977)
- Curro Jiménez
  - La dolorosa (9 de febrero de 1977)
- Cuentos y leyendas
  - En provincia (26 de septiembre de 1975)
- Noche de teatro
  - El poder y la gloria (21 de junio de 1974)
- Silencio, estrenamos
  - 5 de junio de 1974
- Historias de Juan Español
  - Juan Español, el mus y los fantasmas (29 de noviembre de 1972)
- Hora once
  - Yanko, el músico (6 de mayo de 1971)
  - El recluta (11 de marzo de 1972)
  - La ilustre fregona (30 de julio de 1973)
  - Las paredes oyen (29 de octubre de 1973)
- Remite Maribel
  - La casa de al lado (1 de enero de 1970)
- Las doce caras de Juan
  - Aries (2 de diciembre de 1967)
- Estudio 1
  - La gaviota (28 de junio de 1967)
  - La librería del sol (12 de marzo de 1968)
  - Usted puede ser un asesino (25 de junio de 1968)
  - El proceso del arzobispo Carranza (1 de abril de 1969)
  - El gesticulador (20 de mayo de 1969)
  - El jardín de los cerezos (27 de mayo de 1969)
  - Catalina de Aragón (22 de julio de 1969)
  - El calendario que perdió siete días (13 de octubre de 1972)
  - Barriada (7 de diciembre de 1973)
  - El quinto jinete (23 de febrero de 1976)
  - Los gigantes de la montaña (31 de octubre de 1977)
  - El vecino del tercero interior (2 de diciembre de 1979)
  - El solar de mediacapa  (20 de abril de 1980)
  - Entre bobos anda el juego (29 de noviembre de 1980)
- Dichoso mundo
  - El huevo frito (13 de marzo de 1967)
- Teatro de siempre
  - Los pastores (26 de diciembre de 1966)
  - La verdad sospechosa (6 de abril de 1967)
  - El incendio (18 de febrero de 1971)
  - Las almas muertas (26 de mayo de 1971)
  - Un drama nuevo (28 de febrero de 1972)
  - La señorita Cora (31 de julio de 1972)
- Telecomedia de humor
  - Objetivo visón (27 de noviembre de 1966)
- Habitación 508
  - El caballo (11 de octubre de 1966)
- Novela
  - El difunto Matías Pascal (9 de noviembre de 1965)
  - El monje misterioso (10 de marzo de 1969)
  - Enrique de Legardere (26 de julio de 1971)
  - La primera actriz (7 de febrero de 1977)
  - Teresa (6 de junio de 1977)
  - La boda (21 de noviembre de 1977)